# Hynobius oni
Hynobius oni — вид хвостатих земноводних родини кутозубих тритонів. Описаний у 2022 році.

## Назва
Видова назва oni посилається на оні — демонів з японської міфології. Ці тритони мешкають в горах Онігайо (букв. «замок оні»), які, за повір'ями, є прихистком для оні.

## Поширення
Ендемік Японії. Поширений лише на острові Сікоку на заході країни. Розмножується в невеликих гірських річках.

## Опис
Вид великого розміру (SVL 73,6–87,5 мм у самців). Спинка рівномірно темно-червонувато-коричнева.